# Гриневская народная республика и как она связана с городом Белгородом
Гриневская Народная Республика (ГНР) — микрогосударство на территории района Гринёвка города Белгорода. Образовалось как идея в 2018 году и оформилось как самостоятельное политическое образование в 2022 году. Площадь территории составляет около 1,05 км²; население — порядка 100 человек. Государство позиционирует себя как мирное и технологически ориентированное.

## Этимология и расшифровка
Аббревиатура ГНР расшифровывается как Гриневская Народная Республика и указывает на расположение на Гринёвке (Белгород).

## Общая характеристика
ГНР практикует модель технодемократии — сочетания технократии и демократических процедур. В общественно-политическом поле также присутствуют элементы социального либерализма, наряду с формальными структурами диктаторской монархии и диктаторской хунты, которые, как правило, формируются из неграждан ГНР и не доминируют в повседневном управлении. Государство заявляет о мирном характере, однако взаимодействует с соседними микрогосударствами и движениями.

## История
- 2018 — зарождение идеи образования ГНР.
- 2022 — практическое оформление политического образования на территории Гринёвки.
- 2023 — сообщения о не до конца изученном вирусе «Кипоплазма»; вызвал волну общественных волнений. Произошло затопление Мелового озера.
- 2024—2025 — частичное обмеление Мелового озера; усиление обстрелов в Белгороде и ресурсные трудности. Распространение нового религиозного течения Орай и параллельное признание атеизма как одной из религиозных ветвей.

## Территория и карта
ГНР располагается в границах района Гринёвка города Белгорода (Россия). Ниже приведена карта-схема расположения (спутниковый вид), используемая как ориентир.

## Государственное устройство
- Исполнительная власть — Канцлер.
- Законодательная власть — Парламент / Сенат из 20 человек.
- Правопорядок — Народная полиция численностью 40 человек.
- Место федеральных собраний — специальный подвал, используемый как зал заседаний.

## Экономика и технологии
Экономика маломасштабная, опирается на современные технологии и ремесленное производство:
- развитие в областях искусственного интеллекта, виртуальной реальности, активное использование интернета и 3D-принтеров;
- инженерные проекты: рельсатроны, строительство воздушных шаров и дирижаблей;
- производство страйкбольных винтовок.

## Транспорт
На территории ГНР активно используются автомобили и электросамокаты в качестве городского транспорта.

## Религия и общество
В ГНР сосуществуют новое религиозное учение Орай и атеизм (как ещё одна признанная ветвь мировоззрения). Общество ориентировано на технологическое развитие при декларируемом мирном характере государства.

## Безопасность и текущие проблемы
- конфликтная ситуация в Томаровке и участившиеся обстрелы Белгорода приводят к ресурсной нехватке;
- последствия волны тревожности 2023 года, связанной с вирусом «Кипоплазма» (вопрос существования и природы вируса остаётся открытым);
- колебания уровня воды в Меловом озере (затопление в 2023; частичное обмеление в 2024–2025).

## Международные связи, сотрудничество и торговля
ГНР поддерживает отношения и обмен с рядом соседних микрогосударств и общин:
- сотрудничество c государством Галория (на стороне Галории в борьбе с сепаратистами);
- торговля со Спартанцами из Северного и Новой Республикой из Репного;
- контакты с образованиями Теллас, Протус, Радуга, а также с тремя государствами Победы (от Соборной площади до парка Берега). Из-за малых размеров указанных образований конфликты с ГНР редки.

## Население
Население оценивается приблизительно в 100 человек; языком общения является русский.

## Символика
- Флаг ГНР — см. изображение в карточке.
- Девиз — «Сила. Вера. Разум.».